# The Knack
The Knack è stato un complesso powerpop/new wave nato a Los Angeles nel 1978, che divenne famoso con il primo singolo, My Sharona, una hit internazionale del 1979.
La formazione all'esordio comprendeva: Doug Fieger (voce solista e chitarra), Berton Averre (seconda voce e chitarra), Prescott Niles (basso) e Bruce Gary (batteria). Attivo, con alcune pause, per circa trent'anni, il gruppo ha chiuso la carriera nel 2010 in seguito alla morte del frontman Doug Fieger.

## Storia del gruppo
Il nucleo storico del gruppo, formato da Fieger e Averre, già dal 1975 aveva inciso delle demo su cassetta e le aveva fatte ascoltare a numerosi discografici; da nessuno di loro furono in grado di ottenere una risposta positiva in quanto il rock era ritenuto superato e commercialmente non più redditizio. I due continuavano ad esibirsi intanto nei club di Los Angeles e attirarono l'attenzione di artisti famosi quali Stephen Stills e Bruce Springsteen.
Il produttore Mike Chapman, che aveva già curato il lancio dei Blondie e degli Exile, decise finalmente di lavorare attorno al loro primo album e al singolo di punta, My Sharona. Il power pop di My Sharona ed il suo riff accattivante, insieme all'aspetto “retrò” anni sessanta, stile new wave della band, si guadagnò i paragoni con le canzoni dei Beatles. I critici musicali generalmente odiavano la disco music, che dominava l'industria della musica in quel tempo, ed erano brillantemente aperti agli altri generi in sviluppo come il punk, l'hip hop e l'heavy metal. Il power pop dei Knack fece guadagnare loro la fiducia della critica. Dopo alcuni album, tuttavia, l'avversione contro la band, simile a quella capitata ai Monkees una generazione prima, era forte, e la band si separò subito dopo l'uscita del terzo album, Round Trip.
Il gruppo si riunì una prima volta nel 1991, e pubblicò l'album Serious Fun, e si sciolse nuovamente. Intorno al 1998 la band si riunì per la seconda volta, e produsse l'album Zoom. Nel 2001 è uscito il loro album Normal as the Next Guy ed il loro DVD Live From The Rock N'Roll Funhouse.
Il cantante Doug Fieger, originario di Detroit, Michigan, aveva suonato prima dei Knack in un complesso rock di paese chiamato Sky. Degli altri tre membri originali dei Knack, Averre e Niles suonano attualmente ancora nei Knack, mentre Bruce Gary è scomparso nel 2006. Molti batteristi hanno fatto parte del gruppo negli anni, incluso Billy Ward (nell'album Serious Fun), Terry Bozzio (nell'album Zoom), e David Henderson con lo pseudonimo di Holmes Jones (su Normal as the Next Guy e Live From The Rock N'Roll Funhouse).
Nel 2005 la band ha fatto un'apparizione nel programma TV Hit Me Baby One More Time.
I Knack hanno continuato a scrivere e registrare nuove canzoni, nonché l'attività dal vivo, fino al 2010.
Il frontman Doug Fieger muore il 14 febbraio 2010 dopo una lunga malattia.

## Discografia

### Album in studio
- 1979 - Get the Knack
- 1980 - ...But the Little Girls Understand
- 1981 - Round Trip
- 1991 - Serious Fun
- 1998 - Zoom
- 2001 - Normal as the Next Guy

### Live
- 1979 - The Knack Live at Carnegie Hall
- 2001 - Live from the Rock 'n' Roll Funhouse

### Raccolte
- 1992 - Retrospective
- 1995 - My Sharona
- 1998 - Proof: The Very Best of The Knack

### Singoli
- 1979 - My Sharona
- 1979 - Good Girls Don't
- 1980 - Baby Talks Dirty
- 1980 - Can't Put a Price on Love
- 1981 - Pay the Devil

### Videografia
- 2004 - Getting the Knack